# Villeloup
Villeloup település Franciaországban, Aube megyében. Lakosainak száma 129 fő (2022. január 1.). Villeloup Dierrey-Saint-Pierre, Échemines és Le Pavillon-Sainte-Julie községekkel határos.

## Népesség
A település népessége az elmúlt években az alábbi módon változott:
| Lakosok száma | 97   | 106  | 119  | 129  | 117  | 120  | 121  | 124  | 125  | 129  |
|               | 1968 | 1982 | 1990 | 2006 | 2013 | 2015 | 2017 | 2019 | 2020 | 2022 |